# Lewis Askey
Lewis Askey (Cannock, 4 mei 2001) is een Brits wielrenner en veldrijder.

## Carrière
Askey combineerde in de jeugd veldrijden met de weg. Als junior trok Askey de aandacht door de Parijs - Roubaix Junioren en de Grote Prijs A. Noyelle-Ieper te winnen. Na zijn overstap naar de beloften, werd hij in 2020 lid van de beloften van Groupama-FDJ. In het seizoen 2021 behaalde hij zijn eerste succes bij de beloften toen hij voor de ploeg de tweede etappe van de Ronde de l'Isard won. Voor het seizoen 2022 stapte hij over naar het UCI World Tour van Groupama-FDJ.

## Erelijst

### Baan
| Jaar     | BK         | EK       | WK       | Overige  |
| Junioren | Junioren   | Junioren | Junioren | Junioren |
| -------- | ---------- | -------- | -------- | -------- |
| 2018     | ploegkoers |          |          |          |

### Veld
| Seizoen   | Wereldbeker | Superprestige | DVV Trofee | WK       | EK       | BK       | Overige  | Totaal aantal zeges |
| Junioren  | Junioren    | Junioren      | Junioren   | Junioren | Junioren | Junioren | Junioren | Junioren            |
| --------- | ----------- | ------------- | ---------- | -------- | -------- | -------- | -------- | ------------------- |
| 2017-2018 |             |               |            | –        | 17e      | –        |          | 0                   |
| 2018-2019 |             |               |            | DNF      | –        | Zilver   | Ipswich  | 1                   |
| Totaal    | 0           | 0             | 0          | 0        | 0        | 0        | 1        | 1                   |
| Beloften  |             |               |            |          |          |          |          |                     |
| 2020-2021 |             |               |            | –        | 16e      | –        |          | 0                   |
| Totaal    | 0           | 0             | 0          | 0        | 0        | 0        | 0        | 0                   |
| Elite     |             |               |            |          |          |          |          |                     |
| 2019-2020 |             |               |            | –        | –        | 6e       |          | 0                   |
| 2020-2021 |             |               |            | –        | –        | –        |          | 0                   |
| 2021-2022 |             |               |            | –        | –        | –        | Derby    | 1                   |
| 2023-2024 |             |               |            | –        | –        | Brons    |          | 0                   |
| Totaal    | 0           | 0             | 0          | 0        | 0        | 0        | 1        | 1                   |

### Weg
2018
Le Pavé de Roubaix
2021
2e etappe Ronde van de Isard
2025
Boucles de l'Aulne
2e etappe Vierdaagse van Duinkerke

#### Resultaten in voornaamste wedstrijden
| Jaar | Ronde van Italië | Ronde van Frankrijk | Ronde van Spanje |
| ---- | ---------------- | ------------------- | ---------------- |
| 2022 |                  |                     |                  |
| 2023 |                  |                     | 105e             |
| 2024 | 93e              |                     |                  |
| 2025 |                  | 127e                |                  |

| Jaar | Milaan-San Remo | Gent-Wevelgem | Ronde van Vlaanderen | Parijs-Roubaix | Parijs-Tours |
| ---- | --------------- | ------------- | -------------------- | -------------- | ------------ |
| 2022 |                 | opgave        | 55e                  | 42e            | opgave       |
| 2023 |                 | 59e           | 32e                  | 25e            | ↑            |
| 2024 |                 | 87e           | opgave               | 37e            | 12e          |
| 2025 | 137e            |               | 113e                 | opgave         |              |

## Ploegen
- 2022 –  Groupama-FDJ
- 2023 –  Groupama-FDJ
- 2024 –  Groupama-FDJ
- 2025 –  Groupama-FDJ

Armirail · Askey · Badilatti · Davy · Démare · Duchesne · Gaudu · Geniets · Guarnieri · Konovalovas · Küng   · Ladagnous · Le Gac · Lienhard · Ludvigsson · Madouas · Molard · Pacher · Penhoët (vanaf 1/8) · Pinot · Reichenbach · Roux · Scotson · Sinkeldam · Stewart · Storer · Valter · van den Berg · Welten
Armirail · Askey · Davy · Démare (tot 31/7) · Gaudu · Geniets · Germani · Grégoire · Konovalovas · Küng · Ladagnous · Le Gac · Lienhard · Madouas · Martinez · Molard · Pacher · Paleni · Penhoët · Pinot · Pithie · Scotson · Stewart · Storer · Thompson · van den Berg · Watson · Welten